# Iomerê
Iomerê est une ville brésilienne de l'ouest de l'État de Santa Catarina.

## Géographie
Iomerê se situe par une latitude de 27° 00′ 15″ sud et par une longitude de 51° 14′ 32″ ouest, à une altitude de 887 mètres. Sa population était de 2 743 habitants au recensement de 2010. La municipalité s'étend sur 115 km2.
Elle fait partie de la microrégion de Joaçaba, dans la mésorégion Ouest de Santa Catarina.

## Villes voisines
Iomerê est voisine des municipalités (municípios) suivantes :
- Treze Tílias
- Arroio Trinta
- Videira
- Pinheiro Preto
- Ibicaré